# (5282) Yamatotakeru
(5282) Yamatotakeru est un astéroïde de la ceinture principale.

## Description
(5282) Yamatotakeru est un astéroïde de la ceinture principale. Il fut découvert le 2 novembre 1988 à l'observatoire Gekko par Yoshiaki Ōshima. Il présente une orbite caractérisée par un demi-grand axe de 2,73 UA, une excentricité de 0,12 et une inclinaison de 12,2° par rapport à l'écliptique.

## Compléments